# Tridecan
Tridecanul este un alcan superior cu formula chimică C13H28. Există 802 izomeri de constituție cu aceeași formulă. În nomenclatura IUPAC, denumirea se referă numai la unul dintre izomeri, anume izomerul liniar CH3(CH2)11CH3, cunoscut și sub numele de normal-tridecan sau n-tridecan; ceilalți izomeri se denumesc cu ajutorul alcanilor cu un număr mai mic de atomi de carbon, cum ar fi 2,2,4,4-tetrametil-3-t-butil-pentan.